# Sposób na rekina
Sposób na rekina (ang. Shark Bait, koreański Pi’s Story, 2006) – amerykańsko-koreański film animowany. Film uznany przez krytyków za mieszankę Gdzie jest Nemo?, Rybek z Ferajny i Małej Syrenki. Rybka Pyś postanawia ocalić rafę koralową przed ogromnym złym rekinem Ćwiekiem.

## Obsada
- Freddie Prinze Jr. – Pyś
- Rob Schneider – Nerissa
- Evan Rachel Wood – Kordelia
- Fran Drescher – Pearl
- John Rhys-Davies – Morson
- Donal Logue – Ćwiek
- Andy Dick – Dodo

## Wersja polska
Opracowanie wersji polskiej: Start International Polska
Reżyseria: Elżbieta Kopocińska-Bednarek
Dialogi polskie: Bartosz Wierzbięta
Dźwięk i montaż: Michał Skarżyński
Kierownictwo produkcji: Elżbieta Araszkiewicz
Udział wzięli:
- Maciej Zakościelny – Pyś
- Wit Apostolakis-Gluziński − Mały Pyś
- Agnieszka Warchulska – Kordelia
- Piotr Fronczewski – Nerissa
- Tomasz Bednarek −
  - Percy,
  - Maniek
- Krzysztof Bednarek − Młody Percy
- Przemysław Sadowski – Ćwiek
- Jacek Bończyk − Tata Pysia
- Agnieszka Kunikowska − Mama Pysia
- Andrzej Chudy − Bob
- Anna Apostolakis − Mumy
- Jan Kulczycki − Jack
- Włodzimierz Bednarski − Manny
- Andrzej Gawroński − Moe
- Wojciech Paszkowski − Max
- Paweł Iwanicki – Dodo
- Jarosław Boberek − Bart
- Jarosław Domin − Lou
- Jacek Lenartowicz − Edek
- Agnieszka Matysiak – Perła
- Tomasz Steciuk − Buddy
- Sławomir Orzechowski – Morson
- Jakub Szydłowski − Pelikan

oraz
- Elżbieta Kopocińska-Bednarek
- Magdalena Krylik
- Artur Bomert
- Janusz Wituch